# IV Circoscrizione (Palermo)
La IV Circoscrizione è una suddivisione amministrativa del comune di Palermo.

## Morfologia
Quartieri:
- Cuba-Calatafimi
- Montegrappa-Santa Rosalia
- Altarello
- Mezzomonreale-Villatasca
- Boccadifalco

Unità di primo livello:
- Cuba-Calatafimi
- Montegrappa
- Santa Rosalia
- Altarello-Tasca Lanza
- Villa Tasca
- Mezzomonreale
- Boccadifalco-Baida

Frazioni:
- Baida
- Boccadifalco

## Storia
Il cuore di questa circoscrizione è corso Calatafimi e vie limitrofe, infatti questa è da sempre il principale collegamento con Monreale. L'area era già utilizzata ai tempi della fondazione della città da parte dei Fenici, infatti è presente una vasta necropoli non ancora del tutto scoperta. La genesi di quest'area avviene durante la dominazione normanna con la costruzione di edifici ad uso dei regnanti e successivamente con la costruzione di vari monasteri extraurbani. Già a partire dalla metà del XVI secolo iniziano ad essere edificati lungo l'asse verso Monreale molte abitazioni civili, dal XVIII secolo in poi lo sviluppo urbanistico diventa sempre più rapido, ad eccezione del primo tratto attualmente identificabile con la piazza Indipendenza a causa della particolare morfologia del terreno. Sempre del XVIII secolo è la borgata di Boccadifalco che nasce e si espande attorno all'omonimo parco di caccia reale, la borgata ha visto poi un successivo sviluppo in tempi moderni per la presenza dell'aeroporto che nasce negli anni trenta come aeroporto civile e viene poi trasformato in base aerea militare.

## Assetto urbanistico
Il principale asse stradale è il Corso Calatafimi, nota in passato come lo stradone per Monreale, che collega la città vecchia al borgo medievale. Altro importante asse stradale è l'asse Pitrè, che collega la Borgata di Boccadifalco con il centro cittadino.

## Luoghi rilevanti
- Aeroporto di Palermo-Boccadifalco
- Cuba Sottana (1180)
- Villa Di Napoli e la piccola Cubula (1180)
- Chiesa di Santa Maria della Speranza (XIII secolo)
- Chiesa della Madonna dei Rimedi (XIII secolo)
- Convento dei Cappuccini (XVI secolo)
- Chiesa di Santa Maria della Pace (XVI secolo)
- Parco d'Orleans
- Convento Di Baida

## Sedi istituzionali
Sede principale:
- Via Anapo, 33/Altarello

Sedi decentrate:
- Cuba-Calatafimi/Altarello - Via Termini Imerese n. 6
- Santa Rosalia/Montegrappa - Via delle Balate n. 17
- Boccadifalco - Piazza Pietro Micca n. 26
- Tenente Anelli - Piazza Tenente Anelli n. 13
- Tricomi - Via Tricomi n. 14
- Mezzomonreale/Villa Tasca - Viale Regione Siciliana n. 95